# Центральноамериканская кошачья акула
Центральноамериканская кошачья акула (Scyliorhinus hesperius) — редкий вид хрящевых рыб семейства кошачьих акул отряда кархаринообразных. Эндемик западной части Атлантического океана. Максимальный размер 50 см. 

## Таксономия
Впервые вид был описан в бюллетене «United States Fish and Wildlife Service Fishery Bulletin» в 1966 году. Голотип представляет собой неполовозрелую самку длиной 41,5 см, пойманную у карибского побережья Панамы на глубине 360-400 м в 1962 году. Видовой эпитет происходит от слова лат. hesperius — «западный».

## Ареал
Центральноамериканская кошачья акула является эндемиком западной части Атлантического океана, она встречается у берегов Гондураса, Панамы и Колумбии в верхней части материкового склона на глубине 374—457 м.

## Описание
У центральноамериканской кошачьей  акулы довольно стройные и тонкие тело и голова. Ширина головы составляет 2/3 от её длины. Бороздки у ноздрей отсутствуют. Ноздри разделены кожаными складками.  Второй спинной плавник меньше первого. Основание первого спинного плавника находится над последней третью основания брюшных плавников, а основание второго спинного плавника  над серединой основания анального плавника. Интердорсальное расстояние бывает чуть длиннее или короче основания анального плавника. Довольно гладкая кожа покрыта маленькими плоскими  плакоидными чешуйками. Спину покрывают 7 или 8 тусклых седловидных отметин, усеянных маленькими крупными светлыми пятнами. Чёрные отметины отсутствуют. Средний размер не превышает 40 см.

## Взаимодействие с человеком
Этот вид не представляет опасности для человека. Коммерческой ценности не имеет. В качестве прилова может попадать рыболовные сети. Отсутствие в улове взрослых особей может свидетельствовать о том, что взрослые центральноамриканские акулы встречаются вне зон, где ведётся коммерческая рыбная ловля. Данных для оценки статуса сохранности недостаточно.